# Mäntysaari (ö i Södra Savolax, Nyslott, lat 62,22, long 28,28)
Mäntysaari är en ö i Finland. Den ligger i sjön Haukivesi och i kommunen Rantasalmi i den ekonomiska regionen  Nyslotts ekonomiska region  och landskapet Södra Savolax, i den sydöstra delen av landet, 290 km nordost om huvudstaden Helsingfors. Öns area är 6,4 hektar och dess största längd är 330 meter i sydväst-nordöstlig riktning.